# توماس إي. درو
توماس إي. درو (بالإنجليزية: Thomas E. Drew)‏ هو عسكري أمريكي، ولد في 8 أغسطس 1950 في بروكتور في الولايات المتحدة.